# Kostel svatého Bartoloměje (Košíkov)
Kostel svatého Bartoloměje se nachází v centru místní části Košíkov v obci Velká Bíteš. Je to filiální kostel římskokatolické farnosti Velká Bíteš. Jde o jednolodní gotickou stavbu s románským jádrem s trojbokým presbytářem a hranolovou věží na západní straně kostela s pozdější barokní přestavbou. Dříve byl kostel opevněn uprostřed hřbitova, je ohrazen mohutnou zdí. Kostel je chráněn jako kulturní památka České republiky.

## Historie
Kostel byl poprvé v písemných pramenech zmíněn v 13. století. Kostel v 15. století příslušel pod farnost Zbraslav u Brna, v 16. století pak spadal pod Oslavanskou farnost, mezi lety 1739 a 1764 spadal pod farnost Jinošovskou, poté do roku 1790 pak do zbraslavské farnosti a od té doby do farnosti Velká Bíteš. V roce 1688 byl kostel velmi poničen a téměř rozbořen. Do kostela byly pořízeny tři zvony, nejstarší pochází z roku 1510, kostel pak byl v roce 1772 celkově rekonstruován. V roce 1824 kostel získal oltářní obraz svatého Bartoloměje, jeho autorem je bítešský kaplan František Fuňák. Oltář pak byl v roce 1888 rekonstruován. Kostel byl v roce 2011 rekonstruován, byla opravena fasáda kostela.